# Symphorce
Symphorce és un grup alemanya de power metal progressiu, creat el 1998.

## Biografia
La banda va ser formada a l'octubre de 1998 pel vocalista Andy B. Franck. Va crear-lo amb el nom de Symphorce com un joc de paraules, barrejant Symphone (de simfònic) i Force (de força). Mesos després, el 1999 van llançar el seu primer àlbum Truth to Promises sota el segell Noise Records. El llançament els va permetre sortir de gira com banda de suport de Mercyful Fate. Després de la seva primera gira, un gran canvi es va donar en la història del grup, quan Andy va haver de reemplaçar dos membres. Va ser llavors quan es va unir al grup, el guitarrista Cedric Dupont i el baixista Dennis Wohlbold, això li va permetre al grup un so completament nou.
Un any després, en el 2000, van llançar el seu segon àlbum Sinctuary. Això va permetre al grup a ser reconegut com una de les majors promeses a Alemanya per a aquest moment. Andy va començar a compartir el seu temps entre Symphorce i Brainstorm.
Dos anys després, Cedric Dupont s'uneix al grup Freedom Call per sobre de Symphorce, i dos nous membres són agregats a la banda per a donar-li una nova energia. Sasha Sauer en la bateria i Markus Pohl en la segona guitarra van donar un refresc al so de Symphorce, i per al 2002 va ser llançat el seu nou àlbum Phorceful Ahead, aquesta vegada en Metal Blade, la seva nova casa discogràfica.
En el 2005 el guitarrista Markus Pohl s'uneix a Mystic Prophecy temps complet, just després de participar en la gira de la banda.

## Formació actual
- Andy B. Franck - Cantant
- Cedric "Cede" Dupont Guitarra
- Markus Pohl - Guitarra
- Dennis Wohlbold - Baix
- Steffen Theurer - Bateria

## Membres anteriors
- Sascha Sauer - Bateria (2001-2005)
- Stefan Koellner - Bateria (1999-2000)
- H.P. Walter - Teclat (1999-2000)
- Mike Hammer - Baix (1999)
- Stefan Bertolla - Guitarra (1999)

## Discografia
- Truth to Promises (1999)
- Sinctuary (2000)
- Phorceful Ahead (2002)
- Twice Second (2004)
- Godspeed (2005)
- Become Death (2007)